# Morti nel 1968/Giugno
| Questa pagina contiene informazioni ricavate automaticamente dalle voci biografiche con l'ausilio del template Bio e di un bot. L'aggiornamento è periodico e automatico e ricostruisce completamente la pagina. Se manca una persona in questa lista, sei pregato di non aggiungerla, ma accertati piuttosto che la sua voce biografica contenga il template Bio e che i dati anagrafici siano correttamente compilati. Se il template Bio manca, inseriscilo tu stesso o, in alternativa, metti l'avviso {{tmp\|Bio}} che ne segnala la mancanza. Se i dati riportati sono sbagliati, correggi direttamente la voce biografica; le modifiche saranno visibili in questa lista entro pochi giorni. Per chiarimenti vedi il progetto biografie. La lista contiene solo le 81 persone che sono citate nell'enciclopedia e per le quali è stato implementato correttamente il template Bio. Pagina aggiornata al 3 mar 2024. |

- 1º giugno - Giovanni Fusco, pianista, compositore e direttore d'orchestra italiano (n. 1906)
- 1º giugno - Jesse D. Hampton, produttore cinematografico e regista statunitense (n. 1879)
- 1º giugno - Charles Howard McIlwain, storico statunitense (n. 1871)
- 1º giugno - Helen Keller, scrittrice, attivista e insegnante statunitense (n. 1880)
- 1º giugno - Guglielmo Marconi, partigiano italiano (n. 1903)
- 1º giugno - Ettore Mazzoleni, direttore d'orchestra, insegnante e scrittore svizzero (n. 1905)
- 2 giugno - Edgardo Toetti, velocista italiano (n. 1910)
- 2 giugno - Richard Norris Williams, tennista statunitense (n. 1891)
- 2 giugno - Nori de' Nobili, pittrice e poeta italiana (n. 1902)
- 3 giugno - Walter Alsford, calciatore inglese (n. 1911)
- 3 giugno - Roger Coudroy, ingegnere e rivoluzionario belga (n. 1935)
- 3 giugno - Arturo Osio, avvocato e banchiere italiano (n. 1890)
- 4 giugno - Dorothy Gish, attrice, sceneggiatrice e regista statunitense (n. 1898)
- 4 giugno - Alexandre Kojève, filosofo francese (n. 1902)
- 4 giugno - Walter Nash, politico neozelandese (n. 1882)
- 4 giugno - Vittorio Pedroni, avvocato, arbitro di calcio e calciatore italiano (n. 1886)
- 4 giugno - Emilia Salvioni, scrittrice italiana (n. 1895)
- 5 giugno - Judith Arlen, attrice e cantante statunitense (n. 1914)
- 5 giugno - Jack Oosterlaak, velocista sudafricano (n. 1896)
- 6 giugno - Randolph Frederick Churchill, ufficiale, giornalista e politico britannico (n. 1911)
- 6 giugno - Robert Kennedy, politico statunitense (n. 1925)
- 6 giugno - Kâzım Özalp, politico e generale turco (n. 1882)
- 7 giugno - Carlo Canevini, cestista italiano (n. 1902)
- 7 giugno - Dan Duryea, attore statunitense (n. 1907)
- 7 giugno - Margaret Morris, attrice statunitense (n. 1898)
- 7 giugno - Fëdor Vasil'evič Tokarev, inventore e politico sovietico (n. 1871)
- 8 giugno - Patricia Jessel, attrice britannica (n. 1920)
- 8 giugno - Vincenzo La Rocca, politico italiano (n. 1894)
- 8 giugno - Ludovico Scarfiotti, pilota automobilistico italiano (n. 1933)
- 8 giugno - Renzo Tarabusi, sceneggiatore italiano (n. 1906)
- 9 giugno - Teo Otto, pittore e scenografo tedesco (n. 1904)
- 9 giugno - Federico Ravagli, scrittore e giornalista italiano (n. 1889)
- 10 giugno - Giuseppe Crosa di Vergagni, architetto italiano (n. 1886)
- 10 giugno - Johanna Elisabeth Meyer, fotografa e giornalista norvegese (n. 1899)
- 10 giugno - Antonio Pesenti, ciclista su strada italiano (n. 1908)
- 10 giugno - Tommy Smart, calciatore inglese (n. 1896)
- 11 giugno - Louis Delfino, generale e aviatore francese (n. 1912)
- 11 giugno - Ivan Ribar, politico jugoslavo (n. 1881)
- 12 giugno - Wilhelm Meisl, calciatore, pallanuotista e allenatore di calcio austriaco (n. 1895)
- 14 giugno - Herbert Bliss, calciatore inglese (n. 1890)
- 14 giugno - Jürgen Fehling, regista teatrale tedesco (n. 1885)
- 14 giugno - Kaare Lie, calciatore norvegese (n. 1905)
- 14 giugno - Salvatore Quasimodo, poeta e traduttore italiano (n. 1901)
- 15 giugno - Sam Crawford, giocatore di baseball statunitense (n. 1880)
- 15 giugno - Wes Montgomery, chitarrista e compositore statunitense (n. 1923)
- 15 giugno - Bice Neppi, farmacologa italiana (n. 1880)
- 15 giugno - Leo Nielsen, ciclista su strada danese (n. 1909)
- 15 giugno - Mariano Tansini, calciatore, allenatore di calcio e dirigente sportivo italiano (n. 1903)
- 16 giugno - Tommy Malone, cestista irlandese (n. 1918)
- 17 giugno - Dorothy Baker, scrittrice statunitense (n. 1907)
- 17 giugno - Cassandre, pubblicitario francese (n. 1901)
- 17 giugno - Henry Christophe, arbitro di calcio belga (n. 1884)
- 17 giugno - Andrew Cohen, diplomatico inglese (n. 1909)
- 17 giugno - Aleksej Eliseevič Kručënych, poeta e scrittore russo (n. 1886)
- 17 giugno - José Nasazzi, allenatore di calcio e calciatore uruguaiano (n. 1901)
- 17 giugno - Ettore Reynaudi, calciatore italiano (n. 1895)
- 17 giugno - Ursule Wibaut, calciatore francese (n. 1887)
- 18 giugno - Walter Brom, calciatore polacco (n. 1921)
- 18 giugno - Nikolaus von Falkenhorst, generale tedesco (n. 1885)
- 18 giugno - Sally O'Neil, attrice statunitense (n. 1908)
- 18 giugno - Lino Zanussi, imprenditore italiano (n. 1920)
- 19 giugno - Eduard Nécsey, arcivescovo cattolico slovacco (n. 1892)
- 21 giugno - Martti Aho, militare finlandese (n. 1896)
- 21 giugno - Mario Besesti, attore e doppiatore italiano (n. 1894)
- 22 giugno - John Beckman, cestista statunitense (n. 1895)
- 22 giugno - Vincenzo Gagliardi, politico italiano (n. 1925)
- 23 giugno - Giordano Giacomello, chimico italiano (n. 1910)
- 23 giugno - Josef Halumbirek, compositore di scacchi austriaco (n. 1891)
- 23 giugno - Frigyes Minder, allenatore di calcio e calciatore ungherese (n. 1880)
- 23 giugno - Mary Tibaldi Chiesa, scrittrice, traduttrice e politica italiana (n. 1896)
- 24 giugno - Angelo Giuseppe Jelmini, vescovo cattolico svizzero (n. 1893)
- 26 giugno - Gino Talamo, attore e regista italiano (n. 1895)
- 27 giugno - Léon Poirier, regista cinematografico e direttore teatrale francese (n. 1884)
- 27 giugno - Renzo Rocca, ufficiale e agente segreto italiano (n. 1910)
- 29 giugno - Paddy Driscoll, giocatore di baseball, allenatore di football americano e giocatore di football americano statunitense (n. 1896)
- 29 giugno - Manlio Nistri, attore teatrale, regista e scenografo italiano (n. 1909)
- 30 giugno - Howard Wallace Crossett, bobbista statunitense (n. 1918)
- 30 giugno - Paul Gehlhaar, calciatore tedesco (n. 1905)
- 30 giugno - Virgilio Felice Levratto, calciatore e allenatore di calcio italiano (n. 1904)
- 30 giugno - Ernst Marcus, zoologo tedesco (n. 1893)
- 30 giugno - Jules Rossi, ciclista su strada italiano (n. 1914)